# Championnat de France masculin de rink hockey 2006-2007
Navigation
Nationale 1 2005-2006 Nationale 1 2007-2008

Le championnat de France de Nationale 1 de rink hockey 2006-2007 regroupe 12 clubs.

La première journée de la compétition se jouera le 23 septembre 2006, la dernière le 19 mai 2007.

## Équipes
| - US Coutras - RS Gujan-Mestras - LV La Roche sur Yon - RHC Lyon | - SA Mérignac - Nantes ARH - CS Noisy le Grand - HC Quévert | - SPRS Ploufragan - RAC Saint-Brieuc - SCRA Saint-Omer - US Villejuif |

Promus de N2

- RS Gujan-Mestras
- RHC Lyon

## Résultats
| Journée 1 - 23 septembre 2006 | Journée 1 - 23 septembre 2006 | Journée 1 - 23 septembre 2006 | Journée 1 - 23 septembre 2006 |
| ----------------------------- | ----------------------------- | ----------------------------- | ----------------------------- |
| US Coutras                    | 3                             | 1                             | Nantes ARH                    |
| SA Mérignac                   | 11                            | 2                             | RS Gujan-Mestras              |
| SPRS Ploufragan               | 6                             | 3                             | LV La Roche sur Yon           |
| US Villejuif                  | 5                             | 5                             | HC Quévert                    |
| SCRA Saint-Omer               | 5                             | 3                             | CS Noisy le Grand             |
| RHC Lyon                      | 3                             | 2                             | RAC Saint-Brieuc              |

| Journée 2 - 30 septembre 2006 | Journée 2 - 30 septembre 2006 | Journée 2 - 30 septembre 2006 | Journée 2 - 30 septembre 2006 |
| ----------------------------- | ----------------------------- | ----------------------------- | ----------------------------- |
| LV La Roche sur Yon           | 2                             | 2                             | RHC Lyon                      |
| RS Gujan-Mestras              | 2                             | 9                             | SCRA Saint-Omer               |
| Nantes ARH                    | 6                             | 0                             | US Villejuif                  |
| CS Noisy le Grand             | 4                             | 7                             | SPRS Ploufragan               |
| HC Quévert                    | 1                             | 3                             | SA Mérignac                   |
| RAC Saint-Brieuc              | 0                             | 4                             | US Coutras                    |

| Journée 3 - 7 octobre 2006 | Journée 3 - 7 octobre 2006 | Journée 3 - 7 octobre 2006 | Journée 3 - 7 octobre 2006 |
| -------------------------- | -------------------------- | -------------------------- | -------------------------- |
| RHC Lyon                   | 7                          | 8                          | CS Noisy le Grand          |
| SPRS Ploufragan            | 12                         | 0                          | RS Gujan-Mestras           |
| US Villejuif               | 4                          | 6                          | US Coutras                 |
| LV La Roche sur Yon        | 5                          | 2                          | RAC Saint-Brieuc           |
| SCRA Saint-Omer            | 5                          | 3                          | HC Quévert                 |
| SA Mérignac                | 2                          | 2                          | Nantes ARH                 |

| Journée 4 - 14 octobre 2006 | Journée 4 - 14 octobre 2006 | Journée 4 - 14 octobre 2006 | Journée 4 - 14 octobre 2006 |
| --------------------------- | --------------------------- | --------------------------- | --------------------------- |
| CS Noisy le Grand           | 2                           | 6                           | LV La Roche sur Yon         |
| HC Quévert                  | 2                           | 3                           | SPRS Ploufragan             |
| US Coutras                  | 4                           | 4                           | Mérignac                    |
| RS Gujan-Mestras            | 3                           | 2                           | RHC Lyon                    |
| Nantes ARH                  | 1                           | 5                           | SCRA Saint-Omer             |
| RAC Saint-Brieuc            | 7                           | 3                           | US Villejuif                |

| Journée 5 - 28 octobre 2006 | Journée 5 - 28 octobre 2006 | Journée 5 - 28 octobre 2006 | Journée 5 - 28 octobre 2006 |
| --------------------------- | --------------------------- | --------------------------- | --------------------------- |
| SA Mérignac                 | 7                           | 0                           | US Villejuif                |
| SPRS Ploufragan             | 3                           | 2                           | Nantes ARH                  |
| LV La Roche sur Yon         | 5                           | 0                           | RS Gujan-Mestras            |
| SCRA Saint-Omer             | 7                           | 3                           | US Coutras                  |
| RHC Lyon                    | 5                           | 3                           | HC Quévert                  |
| RAC Saint-Brieuc            | 2                           | 2                           | CS Noisy le Grand           |

| Journée 6 - 4 novembre 2006 | Journée 6 - 4 novembre 2006 | Journée 6 - 4 novembre 2006 | Journée 6 - 4 novembre 2006 |
| --------------------------- | --------------------------- | --------------------------- | --------------------------- |
| RS Gujan-Mestras            | 2                           | 6                           | CS Noisy le Grand           |
| Nantes ARH                  | 4                           | 3                           | RHC Lyon                    |
| US Villejuif                |                             |                             | SCRA Saint-Omer             |
| HC Quévert                  | 0                           | 3                           | LV La Roche sur Yon         |
| US Coutras                  | 4                           | 4                           | SPRS Ploufragan             |
| RAC Saint-Brieuc            | 4                           | 5                           | SA Mérignac                 |

| Journée 7 - 11 novembre 2006 | Journée 7 - 11 novembre 2006 | Journée 7 - 11 novembre 2006 | Journée 7 - 11 novembre 2006 |
| ---------------------------- | ---------------------------- | ---------------------------- | ---------------------------- |
| SCRA Saint-Omer              | 2                            | 3                            | SA Mérignac                  |
| LV La Roche sur Yon          | 5                            | 0                            | Nantes ARH                   |
| RHC Lyon                     | 1                            | 7                            | US Coutras                   |
| SPRS Ploufragan              | 4                            | 3                            | US Villejuif                 |
| CS Noisy le Grand            | 0                            | 3                            | HC Quévert                   |
| RS Gujan-Mestras             | 3                            | 0                            | RAC Saint-Brieuc             |

| Journée 8 - 25 novembre 2006 | Journée 8 - 25 novembre 2006 | Journée 8 - 25 novembre 2006 | Journée 8 - 25 novembre 2006 |
| ---------------------------- | ---------------------------- | ---------------------------- | ---------------------------- |
| Nantes ARH                   | 4                            | 0                            | CS Noisy le Grand            |
| US Villejuif                 | 2                            | 3                            | RHC Lyon                     |
| SCRA Saint-Omer              | 8                            | 0                            | RAC Saint-Brieuc             |
| HC Quévert                   | 7                            | 2                            | RS Gujan-Mestras             |
| US Coutras                   | 3                            | 4                            | LV La Roche sur Yon          |
| SA Mérignac                  | 3                            | 5                            | SPRS Ploufragan              |

| Journée 9 - 9 décembre 2006 | Journée 9 - 9 décembre 2006 | Journée 9 - 9 décembre 2006 | Journée 9 - 9 décembre 2006 |
| --------------------------- | --------------------------- | --------------------------- | --------------------------- |
| SPRS Ploufragan             | 4                           | 5                           | SCRA Saint-Omer             |
| RHC Lyon                    | 0                           | 4                           | SA Mérignac                 |
| LV La Roche sur Yon         | 3                           | 2                           | US Villejuif                |
| CS Noisy le Grand           | 9                           | 3                           | US Coutras                  |
| Nantes ARH                  | 10                          | 3                           | RS Gujan-Mestras            |
| RAC Saint-Brieuc            | 3                           | 1                           | HC Quévert                  |

| Journée 10 - 23 décembre 2006 | Journée 10 - 23 décembre 2006 | Journée 10 - 23 décembre 2006 | Journée 10 - 23 décembre 2006 |
| ----------------------------- | ----------------------------- | ----------------------------- | ----------------------------- |
| SA Mérignac                   | 1                             | 1                             | LV La Roche sur Yon           |
| RHC Lyon                      | 0                             | 6                             | SCRA Saint-Omer               |
| RAC Saint-Brieuc              | 0                             | 6                             | SPRS Ploufragan               |
| HC Quévert                    | 8                             | 2                             | Nantes ARH                    |
| RS Gujan-Mestras              | 4                             | 5                             | US Coutras                    |
| US Villejuif                  | 5                             | 3                             | CS Noisy le Grand             |

| Journée 11 - 20 janvier 2007 | Journée 11 - 20 janvier 2007 | Journée 11 - 20 janvier 2007 | Journée 11 - 20 janvier 2007 |
| ---------------------------- | ---------------------------- | ---------------------------- | ---------------------------- |
| SPRS Ploufragan              | 9                            | 1                            | RHC Lyon                     |
| CS Noisy le Grand            | 1                            | 2                            | SA Mérignac                  |
| US Coutras                   | 3                            | 5                            | HC Quévert                   |
| Nantes ARH                   | 3                            | 0                            | RAC Saint-Brieuc             |
| US Villejuif                 | 5                            | 1                            | RS Gujan-Mestras             |
| SCRA Saint-Omer              | 4                            | 2                            | LV La Roche sur Yon          |

| Journée 12 - 3 février 2007 | Journée 12 - 3 février 2007 | Journée 12 - 3 février 2007 | Journée 12 - 3 février 2007 |
| --------------------------- | --------------------------- | --------------------------- | --------------------------- |
| Nantes ARH                  | 4                           | 4                           | US Coutras                  |
| RS Gujan-Mestras            | 0                           | 3                           | SA Mérignac                 |
| LV La Roche sur Yon         | 8                           | 4                           | SPRS Ploufragan             |
| HC Quévert                  | 7                           | 2                           | US Villejuif                |
| CS Noisy le Grand           | 3                           | 7                           | SCRA Saint-Omer             |
| RAC Saint-Brieuc            | 4                           | 4                           | RHC Lyon                    |

| Journée 13 - 10 février 2007 | Journée 13 - 10 février 2007 | Journée 13 - 10 février 2007 | Journée 13 - 10 février 2007 |
| ---------------------------- | ---------------------------- | ---------------------------- | ---------------------------- |
| RHC Lyon                     | 1                            | 2                            | LV La Roche sur Yon          |
| SCRA Saint-Omer              | 11                           | 1                            | RS Gujan-Mestras             |
| US Villejuif                 | 1                            | 4                            | Nantes ARH                   |
| SPRS Ploufragan              | 5                            | 3                            | CS Noisy le Grand            |
| SA Mérignac                  | 6                            | 4                            | HC Quévert                   |
| US Coutras                   | 6                            | 1                            | RAC Saint-Brieuc             |

| Journée 14 - 17 février 2007 | Journée 14 - 17 février 2007 | Journée 14 - 17 février 2007 | Journée 14 - 17 février 2007 |
| ---------------------------- | ---------------------------- | ---------------------------- | ---------------------------- |
| CS Noisy le Grand            | 11                           | 1                            | RHC Lyon                     |
| RS Gujan-Mestras             | 4                            | 7                            | SPRS Ploufragan              |
| US Coutras                   | 4                            | 3                            | US Villejuif                 |
| RAC Saint-Brieuc             | 3                            | 5                            | LV La Roche sur Yon          |
| HC Quévert                   | 2                            | 8                            | SCRA Saint-Omer              |
| Nantes ARH                   | 3                            | 4                            | SA Mérignac                  |

| Journée 15 - 3 mars 2007 | Journée 15 - 3 mars 2007 | Journée 15 - 3 mars 2007 | Journée 15 - 3 mars 2007 |
| ------------------------ | ------------------------ | ------------------------ | ------------------------ |
| LV La Roche sur Yon      | 4                        | 0                        | CS Noisy le Grand        |
| SPRS Ploufragan          | 7                        | 1                        | HC Quévert               |
| SA Mérignac              | 7                        | 2                        | US Coutras               |
| RHC Lyon                 | 8                        | 2                        | RS Gujan-Mestras         |
| SCRA Saint-Omer          | 10                       | 4                        | Nantes ARH               |
| US Villejuif             | 3                        | 1                        | RAC Saint-Brieuc         |

| Journée 16 - 10 mars 2007 | Journée 16 - 10 mars 2007 | Journée 16 - 10 mars 2007 | Journée 16 - 10 mars 2007 |
| ------------------------- | ------------------------- | ------------------------- | ------------------------- |
| US Villejuif              | 2                         | 4                         | SA Mérignac               |
| Nantes ARH                | 3                         | 8                         | SPRS Ploufragan           |
| RS Gujan-Mestras          | 3                         | 4                         | LV La Roche sur Yon       |
| US Coutras                | 1                         | 2                         | SCRA Saint-Omer           |
| HC Quévert                | 5                         | 1                         | RHC Lyon                  |
| CS Noisy le Grand         | 2                         | 8                         | RAC Saint-Brieuc          |

| Journée 17 - 24 mars 2007 | Journée 17 - 24 mars 2007 | Journée 17 - 24 mars 2007 | Journée 17 - 24 mars 2007 |
| ------------------------- | ------------------------- | ------------------------- | ------------------------- |
| CS Noisy le Grand         | 5                         | 0                         | RS Gujan-Mestras          |
| RHC Lyon                  | 2                         | 2                         | Nantes ARH                |
| SCRA Saint-Omer           | 10                        | 4                         | US Villejuif              |
| LV La Roche sur Yon       | 3                         | 2                         | HC Quévert                |
| SPRS Ploufragan           | 3                         | 1                         | US Coutras                |
| SA Mérignac               | 3                         | 0                         | RAC Saint-Brieuc          |

| Journée 18 - 14 avril 2007 | Journée 18 - 14 avril 2007 | Journée 18 - 14 avril 2007 | Journée 18 - 14 avril 2007 |
| -------------------------- | -------------------------- | -------------------------- | -------------------------- |
| SA Mérignac                | 7                          | 3                          | SCRA Saint-Omer            |
| Nantes ARH                 | 2                          | 4                          | LV La Roche sur Yon        |
| US Coutras                 | 8                          | 1                          | RHC Lyon                   |
| US Villejuif               | 1                          | 11                         | SPRS Ploufragan            |
| HC Quévert                 | 3                          | 3                          | CS Noisy le Grand          |
| RAC Saint-Brieuc           | 4                          | 4                          | RS Gujan-Mestras           |

| Journée 19 - 21 avril 2007 | Journée 19 - 21 avril 2007 | Journée 19 - 21 avril 2007 | Journée 19 - 21 avril 2007 |
| -------------------------- | -------------------------- | -------------------------- | -------------------------- |
| CS Noisy le Grand          | 4                          | 3                          | Nantes ARH                 |
| RHC Lyon                   | 2                          | 5                          | US Villejuif               |
| RAC Saint-Brieuc           | 1                          | 8                          | SCRA Saint-Omer            |
| RS Gujan-Mestras           | 1                          | 6                          | HC Quévert                 |
| LV La Roche sur Yon        | 4                          | 2                          | US Coutras                 |
| SPRS Ploufragan            | 7                          | 3                          | SA Mérignac                |

| Journée 20 - 28 avril 2007 | Journée 20 - 28 avril 2007 | Journée 20 - 28 avril 2007 | Journée 20 - 28 avril 2007 |
| -------------------------- | -------------------------- | -------------------------- | -------------------------- |
| SCRA Saint-Omer            | 4                          | 4                          | SPRS Ploufragan            |
| SA Mérignac                | 15                         | 1                          | RHC Lyon                   |
| US Villejuif               | 2                          | 6                          | LV La Roche sur Yon        |
| US Coutras                 | 12                         | 3                          | CS Noisy le Grand          |
| Nantes ARH                 | 4                          | 1                          | RS Gujan-Mestras           |
| HC Quévert                 | 3                          | 2                          | RAC Saint-Brieuc           |

| Journée 21 - 5 mai 2007 | Journée 21 - 5 mai 2007 | Journée 21 - 5 mai 2007 | Journée 21 - 5 mai 2007 |
| ----------------------- | ----------------------- | ----------------------- | ----------------------- |
| LV La Roche sur Yon     | 5                       | 2                       | SA Mérignac             |
| SCRA Saint-Omer         | 12                      | 0                       | RHC Lyon                |
| SPRS Ploufragan         | 5                       | 1                       | RAC Saint-Brieuc        |
| Nantes ARH              | 3                       | 4                       | HC Quévert              |
| US Coutras              | 9                       | 1                       | RS Gujan-Mestras        |
| CS Noisy le Grand       | 2                       | 1                       | US Villejuif            |

| Journée 22 - 19 mai 2007 | Journée 22 - 19 mai 2007 | Journée 22 - 19 mai 2007 | Journée 22 - 19 mai 2007 |
| ------------------------ | ------------------------ | ------------------------ | ------------------------ |
| RHC Lyon                 | 1                        | 9                        | SPRS Ploufragan          |
| SA Mérignac              | 4                        | 4                        | CS Noisy le Grand        |
| HC Quévert               | 5                        | 7                        | US Coutras               |
| RAC Saint-Brieuc         | 3                        | 0                        | Nantes ARH               |
| RS Gujan-Mestras         | 2                        | 3                        | US Villejuif             |
| LV La Roche sur Yon      | 4                        | 1                        | SCRA Saint-Omer          |

## Classement
| Rang | Équipe              | Pts | J  | G  | N | P  | Bp  | Bc  | Diff |
| ---- | ------------------- | --- | -- | -- | - | -- | --- | --- | ---- |
| 1    | LV La Roche sur Yon | 60  | 22 | 18 | 2 | 2  | 88  | 44  | +44  |
| 2    | SPRS Ploufragan     | 60  | 22 | 18 | 2 | 2  | 133 | 57  | +76  |
| 3    | SCRA Saint-Omer     | 59  | 22 | 18 | 1 | 3  | 137 | 55  | +82  |
| 4    | SA Mérignac         | 56  | 22 | 15 | 4 | 3  | 103 | 53  | +50  |
| 5    | US Coutras          | 47  | 22 | 11 | 3 | 8  | 101 | 77  | +24  |
| 6    | HC Quévert          | 42  | 22 | 9  | 2 | 11 | 80  | 77  | +3   |
| 7    | CS Noisy le Grand   | 41  | 22 | 8  | 3 | 11 | 84  | 88  | -4   |
| 8    | Nantes ARH          | 39  | 22 | 7  | 3 | 12 | 67  | 77  | -10  |
| 9    | US Villejuif        | 33  | 22 | 5  | 1 | 16 | 59  | 103 | -44  |
| 10   | RHC Lyon            | 33  | 22 | 4  | 3 | 15 | 49  | 125 | -76  |
| 11   | RAC Saint-Brieuc    | 31  | 22 | 3  | 3 | 16 | 42  | 92  | -50  |
| 12   | RS Gujan-Mestras    | 27  | 22 | 2  | 1 | 19 | 41  | 136 | -95  |

Le LV La Roche sur Yon devient champion de France devant le SPRS Ploufragan, à la faveur du goal average particulier sur les 2 matchs ayant opposés ces équipes. En effet, le règlement en cas d'égalité privilégie le goal average particulier avant le goal average général.

## Meilleurs buteurs
| # | Joueur            | Club            | Buts |
| - | ----------------- | --------------- | ---- |
| 1 | LANDRIN Sébastien | SPRS Ploufragan | 44   |
| 2 | PLAZA David       | SPRS Ploufragan | 37   |
| 3 | HENRY Guirec      | SCRA Saint-Omer | 28   |
| 4 | HOURCQ Rémy       | SA Mérignac     | 25   |
| - | LABORDE Josselin  | SPRS Ploufragan | 25   |
| - | SAVREUX Lionel    | SCRA Saint-Omer | 25   |
| 7 | HERIN Stéphane    | SA Mérignac     | 22   |
| - | PUYANE Angel      | US Coutras      | 22   |
| 9 | BERENDT Jens      | SCRA Saint-Omer | 20   |
| - | GARCIA Cirilo     | US Coutras      | 20   |